# Jacob K. Javits Convention Center

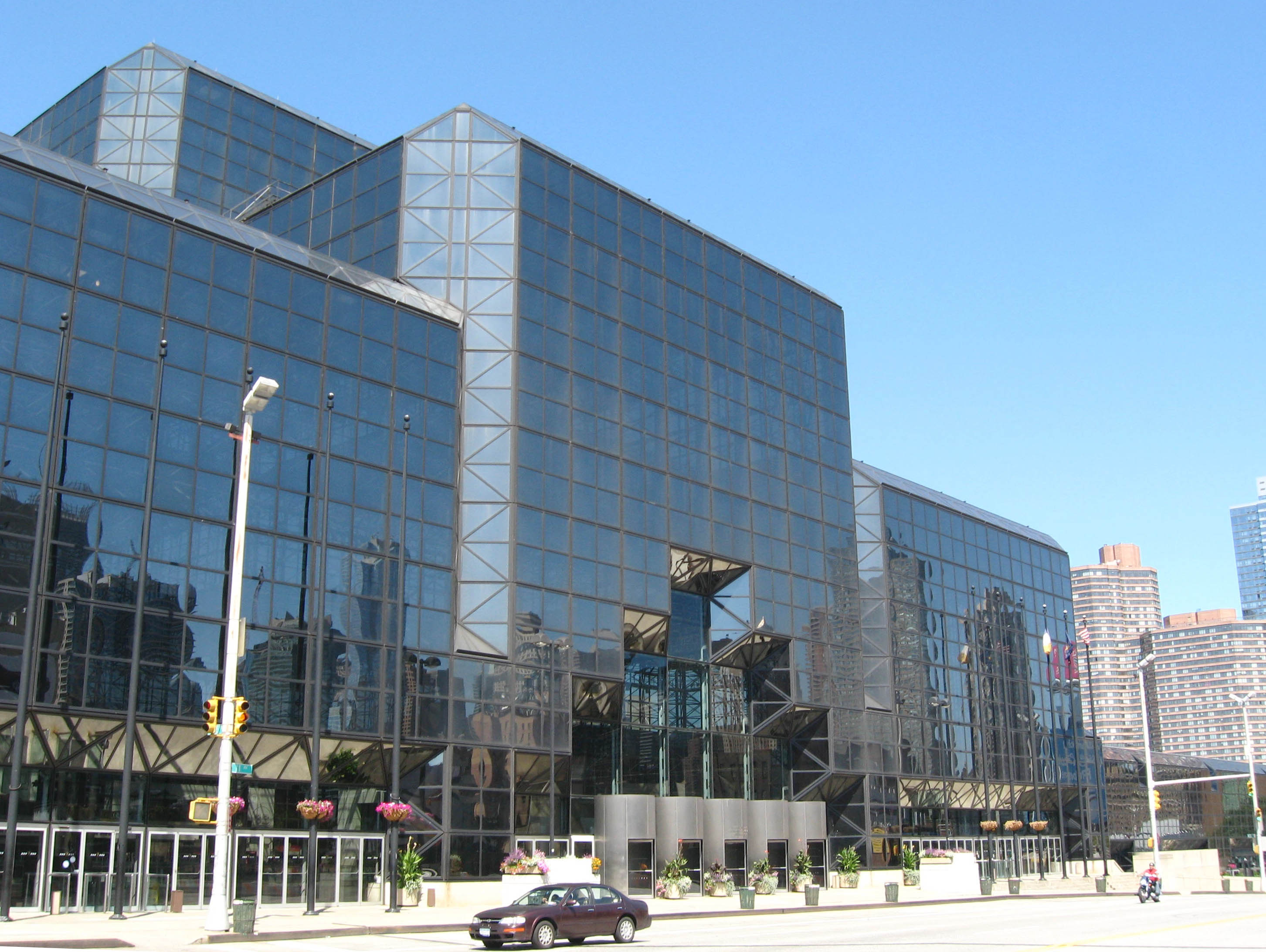
Jacob K. Javits Convention Center

Het Jacob K. Javits Convention Center is een expositiehal en conferentiecentrum in New York. Het is gelegen aan 11th Avenue in het westen van Manhattan. Lokaal staat het gebouw bekend als The Javits Center of ook wel 'The Glass House', omdat de gevels grotendeels uit glas zijn opgetrokken.
Het oorspronkelijk bouwwerk werd ontworpen door James Ingo Freed en Pei Cobb Freed & Partners. Het gebouw werd in 1986 voltooid en vernoemd naar de Amerikaanse senator Jacob Javits, die in datzelfde jaar overleed.
De tentoonstellings- en conferentieruimte beslaat bijna 310.000 vierkante meter. Het gebouw dient ter vervanging van het New York Coliseum, dat tot dan gold als conferentieruimte.

## Uitbreidingen en renovaties
In oktober 2006 werd een grootse ceremonie gehouden ter gelegenheid van het 20-jarig bestaan van het centrum. Tijdens de ceremonie werd ook aangekondigd dat het gebouw flink zou uitbreiden. Er zouden nieuwe, supermoderne gebouwen naast de bestaande hal verrijzen. Het hele project oversteeg de geraamde kosten met tientallen miljoenen dollars.
Na anderhalf jaar werd de uitbreiding gestaakt door een verkeerde inschatting van de kosten en ruzie met de stad New York. Burgemeester Bloomberg gaf aan geen geld meer te willen steken in de uitbreiding. In april 2008 werd de uitbreiding stilgelegd en werd besloten de nieuwe aanbouw af te breken en het bestaande gebouw grondig te renoveren. Deze renovatie kostte uiteindelijk een half miljard dollar. Het Javits Center werd bij sommige New Yorkers een symbool van ambtelijke geldverspilling. In het cynische nummer AT&T van het album Wowee Zowee noemt de indieband Pavement het centrum en zijn postume naamgever: Jacob! Jacob Javits, I'd like to thank you for everything / Primarily your glass house. Een twijfelachtig compliment voor Javits, omdat hij geen belangrijke rol speelde voor het gebouw, anders dan dat men de man wilde eren die een maand voor de opening van het gebouw overleed.
Tussen 2016 en 2021 werd  het druk gebruikte congres- en handelsbeurscentrum nogmaals uitgebreid met een bijkomende 110.000 m² aan vloeroppervlakte.